# Нове (Гагарінський район)
Нове (рос. Новое) — присілок Гагарінського району Смоленської області Росії. Входить до складу Токарєвського сільського поселення.
Населення — 8 осіб. 